# Altamira (Huila)
Altamira é um município da Colômbia, localizado no departamento de Huila.